# Lampuot
Lampuot is een bestuurslaag in het regentschap Banda Aceh van de provincie Atjeh, Indonesië. Lampuot telt 570 inwoners (volkstelling 2010).